# オルジェイ (トベエン氏)
オルジェイ（モンゴル語: Ölǰei、生没年不詳）は、13世紀後半にモンゴル帝国（大元ウルス）に仕えた大臣の一人。
『元史』などの漢文史料では完沢（wánzé）、『集史』などのペルシア語史料ではاولجای（Ūljāī）と表記される。

## 概要

### 生い立ち
オルジェイはケレイト部に属するトベエン氏の出であり、祖父のトセはチンギス・カンおよびオゴデイ・カアンに仕え、父のカルジンは即位前からクビライに仕えて親衛隊で御膳を司るバウルチの地位にあったことで知られる。
オルジェイは大臣の子であることからまずクビライの嫡子のチンキム王府の僚属に任じられ、チンキムが皇太子とされた後は「東宮の衛兵」、すなわちチンキムのケシクテイ（親衛隊）を統べたという。チンキムは腹心の部下としてオルジェイを重用しており、ある時オルジェイを指して「善に親しみ悪を遠ざけるは、君の急務である。オルジェイのごとき善人は群臣の中でも得難いものだ」と語ったという。

### チンキムの執政期とその没後
1282年（至元19年）、政治的に対立するアフマド・ファナーカティーが暗殺された後、チンキムは腹心の部下であるコルコスンを中書右丞相に起用して政権を実質的に掌握した。同年10月には詹事院が初めて立てられ、オルジェイが右詹事に、賽陽が左詹事に、それぞれ任じられた。
しかし、チンキムが1286年（至元22年）にクビライに先立って早世した後は、オルジェイはクビライの命を受けてその末子のテムルに仕えるようになった。なお、詹事院にてオルジェイと同僚であった賽陽はテムルの兄のカマラに仕えており、クビライは後継者候補の孫達を同条件において、その資質を見極めようとしていたようである。1288年（至元24年）にオッチギン王家のナヤンが西方のカイドゥと組んで叛乱を起こした際（ナヤン・カダアンの乱）、テムルがナヤンの乱鎮圧に、カマラがカイドゥ対策に、それぞれ派遣されたのも同じ意図があったとみられる。恐らくはテムルのケシクテイ（親衛隊）を統べていたオルジェイもテムルの配下として、ナヤン・カダアンの乱鎮圧戦に従軍している。

### クビライの治世末期
1291年（至元28年）、尚書省を統べるサンガが失脚・処刑された後、同年2月にその後任として尚書右丞相に抜擢された。また同年5月には尚書省が廃止されて中書省が復活し、オルジェイの肩書きも中書右丞相に改められている。
オルジェイが中書右丞相となったのはクビライの治世の最末期であったが、サンガ時代の弊害を改め、民よりその恩恵を頼られたと評されている。また、ペルシア語史料の『集史』クビライ・カアン紀でも、サンガの失脚後、その後任としてオルジェイが抜擢されたことが記されている。
またこのころ、江南の利権を巡ってサンガと対立していた海商の朱清・張瑄らがサンガの失脚を受けて復権し、1292年（至元29年）には張瑄が浙江行省参知政事に任じられていた。一方、急速に台頭する朱清・張瑄らに反発する者も多かったが、批判の声を押さえて朱清・張瑄らを庇護したのがオルジェイであり、このことが後にオルジェイ自身の失脚に繋がることとなる。
至元30年（1293年）には、カイドゥの侵攻への備えとしてモンゴル高原に派遣されたテムルの補佐も勤めたようである。このころ、テムルの指揮下にはかつて「ナヤン・カダアンの乱」討伐で行動をともにしたウズ・テムル、アシャ・ブカ、ユワスらが集っており、これらの人物が「ナヤン・カダアンの乱」討伐以来の縁故を元にして、テムルをクビライの次の皇帝とするべく積極的に活動するようになる。

### テムルの即位
1294年（至元31年）、クビライが死去すると遺詔の通りに後継の皇帝を決めるクリルタイが上都で開かれ、諸王・大臣の総意を得てチンキムの末子テムルがオルジェイトゥ・カアンとして即位した。この「上都クリルタイ」にオルジェイが参加していたことは、ペルシア語史料の『集史』にも記載されている。オルジェイはクビライの治世から引き続き中書右丞相の地位に留任することを認められ、同年6月には『世祖実録』および国史の編纂を監修することとなった。
オルジェイは大過なく政権を運営したものの、病弱なテムルは実質的に国政に参加することなく、その母である皇太后ココジン・カトンが国政を取り仕切っていた。オルジェイはココジン・カトンを補佐して、国庫を圧迫していたヴェトナム遠征の中止、百姓への頒賜を行って賢相と称えられたという。ペルシア語史料の『ワッサーフ史』では、このころの大元ウルスの中枢にはオルジェイ丞相（Ūljāī jinksāng）、タルハン丞相（Tarkhān jinksāng）、バヤン平章（Bāyān pinjān）、アブドゥッラー平章・サマルカンディー（ʿAbdullah pinjān Samarqandī）、バトマシン平章（Bātūmasīn pinjān）、ミール・ホージャ参政（Mīr khwāja samjīn）らがいたと伝えている。
しかし1300年（大徳4年）2月にココジン・カトンが死去すると、今度は皇后ブルガン・カトンが国政を掌握するようになった。バヤウト部出身のブルガン・カトンは姻族として有力なコンギラト部と、コンギラト出身のダギが生んだカイシャン・アユルバルワダ兄弟（テムルからは甥にあたる）を敵視しており、このことが後にブルガン・カトンによるオルジェイ一派の排除につながることとなる。なお、ブルガン・カトンによる「厄介払い」によってモンゴル高原に派遣されたカイシャンは、1301年（大徳5年）にテケリクの戦いでカイドゥに大勝利を収め、大元ウルスの安定化に大きく寄与している。

### ラーンナー遠征
1298年（大徳2年）ころより、東南アジアにおいて八百媳婦（ラーンナー王国）と車里（シップソーンパンナー王国）の戦乱が悪化し、モンゴル支配下の雲南にまで影響を及ぼしたため、1300年（大徳4年）には当時「雲南王」であったスンシャン（松山）がラーンナーへの出兵を要請した。これを受けて朝廷ではラーンナーへの出兵を巡って激論が交わされ、出兵を主張する雲南行省左丞の劉深は「世祖（クビライ）は神武で以て海内を統一し、その功は万世に語り継がれるものでありますが、今上は帝位を継いだものの未だ武功を立てて偉業を示していません。西南夷には未だモンゴルに服属していない八百媳婦国があるため、これを征服することを請います」と述べた。一方、出兵に反対する中書左丞相のハルガスンは「遥か遠方でなおかつ険阻な地域を兵で以て征するのは困難であり、使者を派遣して投降を促すべきである」と述べたものの、結局はオルジェイらが劉深の意見を支持したことにより、八百媳婦国への大規模侵攻が行われることとなった。
こうして始まったラーンナー（八百媳婦）侵攻は多大な負担が周辺住民に課され、労役のため微発された民は数十万人が亡くなったとされる。これに対して雲南南部の土官は反発を強め、5月には雲南士官の宋隆濟が水東・水西・羅鬼の諸蛮を率いて蜂起し、本来はラーンナー遠征のために送り込まれたはずの張弘綱が宋隆濟の叛乱鎮圧に向かい、そこで戦死する結果に終わっている。このような情勢を受けて朝廷では再び遠征反対論が持ち上がったが、右丞相オルジェイは劉深と同様に「江南の地（＝南宋国）は世祖（＝クビライ）によって尽く征服されました。陛下がこの戦役で成功しなければ、武功が無かったと後世で見なされるでしょう（江南之地尽世祖所取、陛下不興此役、則無功可見於後世）」と述べ遠征の続行を認めたとされる。廷臣たちはオルジェイの権勢を慮って敢えて反対の意見を述べる者はおらず、董士選のみが不興を蒙るのを覚悟で遠征反対の意見を表明したものの、予想通りオルジェイトゥ・カアンは怒って董士選の進言を取り上げなかった。
これだけの犠牲を払って出発した遠征軍であったが、北方から来た将兵は現地の風土に順応できず、戦わずして10人中7・8人が倒れる有様であった。このように、モンゴル兵にとって過酷な気候のラーンナーを郭貫は「炎瘴万里不毛之地」と表現し、この遠征を「国に益なし（無益于国）」と評している。更に｢論征西南夷事」によると遠征軍は食料不足にも悩まされて人肉相食む惨状に陥り、最終的には南軍の攻撃を受けて敗走し「1千里余を放棄した」という。
大徳6年（1302年）に敗報が朝廷にもたらされると、ようやくオルジェイトゥ・カアンも遠征の失敗を認め、「董二哥（董士選）の言が正しかった」と述べて遠征をやめさせたという。同年2月にはまず遠征軍の司令官であった劉深が罷免されて符印・駅券を没収された。その後、遠征軍は撤退して雲南で起こった叛乱の鎮圧に充てるよう指示されている。

### 大徳7年の政変
ラーンナー遠征の失敗より間もなく、オルジェイが庇護していた朱清・張瑄らが告発を受け、1303年（大徳7年）正月に御史台によって捕縛・処刑された。なお、『梧渓集』巻4「張孝子序」には朱清・張瑄ら捕縛の際にオルジェイは政治の実権を握るブルガン・カトンに赦免を請うたが許されなかったとの記録がある。この一件は中央の政局にまで影響を及ぼし、まず同年2月に監察御史の杜肯構によってオルジェイが朱清・張瑄らから賄賂を受けていたことを告発されたが、この時は処罰に至らなかった。しかし3月には同じ罪状によって中書省の中枢から中書平章のバヤン・梁徳珪・段貞・アルグンサリら、右丞のバトマシン、左丞のウルグ・ブカ、参政のミール・ホージャおよび張斯立らが一斉に罷免され、オルジェイ自身は処罰を受けなかったものの右丞相の地位を辞することとなった。
なお、一連の政変についてはペルシア語史料の『ワッサーフ史』にも言及があり、同書によるとタルハン丞相（ハルガスン）が「オルジェイらアミールは［交］鈔（Chāw）の偽造や密貿易に関わっている」と告発したことを切っ掛けに、オルジェイらの調査・処罰が行われたとされる。また同書は『元史』と同じく、バヤン平章（Bāyān pinjān＝平章伯顔）、アブドゥッラー平章（ʿAbdullah pinjān＝梁徳珪）、バトマシン（Bātūmasīn＝八都馬辛）、ミール・ホージャ参政（Mīr khwāja samjīn＝迷而火者）らがこの時に失脚したと伝えている。
『ワッサーフ史』によると、一連の政変・失脚による失意のなか、オルジェイはまもなく病死したとされる。『元史』成宗本紀やオルジェイ伝によるとオルジェイは大徳7年閏5月27日に58歳にして死去し、後に興元王に追封され、忠憲と諡された。